# Mucor plasmaticus
Mucor plasmaticus är en svampart som beskrevs av Tiegh. 1875. Mucor plasmaticus ingår i släktet Mucor och familjen Mucoraceae.   Inga underarter finns listade i Catalogue of Life.